# Постникова, Тамара Николаевна
Тамара Николаевна Постникова — советский хозяйственный и государственный деятель, лауреат Государственной премии СССР за выдающиеся достижения в труде.

## Биография
Родилась в 1938 году в Свердловске. Член КПСС.
Окончила техническое училище № 5 г. Свердловска.
В 1957—1993 годах — фрезеровщица в цехе № 22 Уральского завода тяжелого машиностроения
В 1994—1997 годах — штукатур на предприятии «Энергия» в городе Екатеринбурге.
За внедрение передовых методов работы и совершенствования организации производства была в составе коллектива удостоена Государственной премии СССР за выдающиеся достижения в труде 1980 года.
Живёт в Екатеринбурге.

## Награды
- Орден Трудовой Славы II степени (1983)
- Орден Трудовой Славы III степени (1975)